# 1951-1952シーズンのNBA
1951-1952シーズンのNBAは、NBAの6回目のシーズンである。シーズンは1951年11月1日に始まり、1952年4月25日に全日程が終了した。

## 出来事

### 制限区域の拡大
この年、NBAの発展に大きな影響を及ぼす重大な出来事が2つ発生した。その1つが、制限区域（ペイントエリア）の拡大であった。
NBA（BAA）発足以来、試合は常にビッグマンが支配してきた。ミネアポリス・レイカーズのジョージ・マイカンを筆頭に、前季チャンピオンロチェスター・ロイヤルズのアーニー・ライゼンなど、優秀なセンターを獲得したチームが大きな成功を収めていた。また得点王レースの上位をセンターの選手が独占し、各チームの得点王もその殆どがセンターの選手だった。特に前述のジョージ・マイカンがあまりにも支配的であったため、リーグはセンターの活動範囲を制限せざるを得なくなった。それがゴール近辺に設けられている制限区域の拡大であった。フリースローレーンの6フィートを12フィートとし、制限区域は大幅に拡大され、ゴール下を主戦場とするセンターは本来の仕事場に長時間留まることができなくなった。効果はてき面で、その影響は得点王レースの変化という分かり易い形で表れた。

### カレッジ・バスケのスキャンダル
もう一つの大きな出来事は、NBAの外で発生した。NBA最大のライバルであり、当時のアメリカバスケット界の主流であったカレッジ・バスケのスキャンダルである。1951年1月、カレッジ・バスケの選手が1949-50シーズンの間に、わざと負けることで金銭を得ていたという八百長疑惑が持ち上がった。その後事件は拡大の一途を辿り、様々な不正が発覚したことで続々と逮捕者が現れ、一大スキャンダルへと発展した。事態を重く見たアリーナのオーナー達は、アリーナからカレッジ・バスケを締め出した。その空き時間を埋めるために招かれたのが、NBAであった。これは当時まだまだマイナーな存在だったNBAが、全米のバスケットファンに認知される契機となった。多くのカレッジ・バスケの試合が中止された時期、バスケットファンはNBAを観戦しに行くようになったのである。その後カレッジ・バスケの人気はすぐに持ち直し、カレッジ・バスケ＞NBAという位置づけが変わることはなかったが、NBAの知名度を飛躍的に上げた重要な出来事であった。

### ドラフト
ドラフトではジーン・メルチオーレがボルティモア・ブレッツから全体1位指名を受けたが、結局NBAではプレイしなかった。他にはメル・ハッチンス、ドン・サンダーレイジが指名を受けた。またニール・ジョンストンがドラフト外でNBA入りを果たしている。

### その他
トライシティーズ・ブラックホークスがイリノイ州からミルウォーキーに移転し、ミルウォーキー・ホークスと改称した。ワシントン・キャピトルズが前季の半ばに解散したため、2デビジョン制10チームとなった。レギュラーシーズンは66試合を戦い、各デビジョンから上位4チームがプレーオフに進出する。

## シーズン

### オールスター
- 開催日：2月11日
- 開催地：ボストン
- オールスターゲーム　イースト 108－91 ウエスト MVP：ポール・アリジン　（フィラデルフィア・ウォリアーズ）

#### イースタン・デビジョン
| チーム                         | 勝 | 負 | 勝率 | ゲーム差 |
| ------------------------------ | -- | -- | ---- | -------- |
| シラキュース・ナショナルズ     | 40 | 26 | .606 | -        |
| ボストン・セルティックス       | 39 | 27 | .591 | 1        |
| ニューヨーク・ニックス         | 37 | 29 | .561 | 3        |
| フィラデルフィア・ウォリアーズ | 33 | 33 | .500 | 7        |
| ボルティモア・ブレッツ         | 20 | 46 | .303 | 20       |

#### ウエスタン・デビジョン
| チーム                             | 勝 | 負 | 勝率 | ゲーム差 |
| ---------------------------------- | -- | -- | ---- | -------- |
| ロチェスター・ロイヤルズ           | 41 | 25 | .621 | -        |
| ミネアポリス・レイカーズ C         | 40 | 26 | .606 | 1        |
| インディアナポリス・オリンピアンズ | 34 | 32 | .515 | 7        |
| フォートウェイン・ピストンズ       | 29 | 37 | .439 | 12       |
| ミルウォーキー・ホークス           | 17 | 49 | .258 | 24       |

### スタッツリーダー
| 部門       | 選手                                | チーム                                                | 記録  |
| ---------- | ----------------------------------- | ----------------------------------------------------- | ----- |
| 得点       | ポール・アリジン                    | シラキュース・ナショナルズ                            | 1,674 |
| リバウンド | ラリー・ファウスト メル・ハッチンス | フォートウェイン・ピストンズ ミルウォーキー・ホークス | 880   |
| アシスト   | アンディ・フィリップ                | フィラデルフィア・ウォリアーズ                        | 539   |
| FG%        | ポール・アライジン                  | フィラデルフィア・ウォリアーズ                        | 44.8  |
| FT%        | ボビー・ヴァンツァー                | ロチェスター・ロイヤルズ                              | 90.4  |

※1969-70シーズン以前はアベレージよりも通算でスタッツリーダーが決められていた。

### 各賞
- All-NBA First Team:
  - ポール・アリジン, シラキュース・ナショナルズ
  - ボブ・クージー, ボストン・セルティックス
  - エド・マコーレー, ボストン・セルティックス
  - ボブ・デイヴィス, ロチェスター・ロイヤルズ
  - ドルフ・シェイズ, シラキュース・ナショナルズ
  - ジョージ・マイカン, ミネアポリス・レイカーズ

### シーズン概要
- 制限区域の拡大により、ポール・アリジンが得点王の座からジョージ・マイカンを引き摺り下ろし、初の得点王に輝いた。ポール・アリジンは身長193cmのスモール・フォワードであり、センター以外の得点王受賞はマックス・ザスロフスキー以来であった。アラジンの得点王獲得は、ジョー・ファルクスによってNBAに広められたジャンプシュートの重要性を知らしめる結果となった。マイカンの得点王陥落は足首に負った怪我も影響していた。
- イースタン・デビジョンではNBA初代チャンピオンであるフィラデルフィア・ウォリアーズが大きく凋落し、代わってドルフ・シェイズを中心に、新たにレッド・ロシャとジョージ・キングを獲得したシラキュース・ナショナルズが大きく飛躍を果たした。

## プレーオフ・ファイナル
|  | デビジョン準決勝 | デビジョン準決勝 | デビジョン準決勝 |            |   | デビジョン決勝 | デビジョン決勝 | デビジョン決勝 |  |  | ファイナル | ファイナル | ファイナル |
|  |                  |                  |                  |            |   |                |                |                |  |  |            |            |            |
|  | 1                | ロイヤルズ       | 2                |            |   |                |                |                |  |  |            |            |            |
|  | 4                | ピストンズ       | 0                |            |   |                |                |                |  |  |            |            |            |
|  | 4                | ピストンズ       | 0                |            | 1 | ロイヤルズ     | 1              |                |  |  |            |            |            |
|  | Western Division |                  |                  |            | 1 | ロイヤルズ     | 1              |                |  |  |            |            |            |
|  |                  |                  | 2                | レイカーズ | 3 |                |                |                |  |  |            |            |            |
|  | 3                | オリンピアンズ   | 2                | レイカーズ | 3 | 0              |                |                |  |  |            |            |            |
|  | 3                | オリンピアンズ   |                  |            |   | 0              |                |                |  |  |            |            |            |
|  | 2                | レイカーズ       | 2                |            |   |                |                |                |  |  |            |            |            |
|  |                  |                  |                  |            |   |                |                |                |  |  | W2         | レイカーズ | 4          |
|  |                  |                  | E3               | ニックス   | 3 |                |                |                |  |  |            |            |            |
|  | 1                | ナショナルズ     | 2                |            |   |                |                |                |  |  |            |            |            |
|  | 4                | ウォリアーズ     | 1                |            |   |                |                |                |  |  |            |            |            |
|  | 4                | ウォリアーズ     | 1                |            | 1 | ナショナルズ   | 1              |                |  |  |            |            |            |
|  | Eastern Division |                  |                  |            | 1 | ナショナルズ   | 1              |                |  |  |            |            |            |
|  |                  |                  | 3                | ニックス   | 3 |                |                |                |  |  |            |            |            |
|  | 3                | ニックス         | 3                | ニックス   | 3 | 2              |                |                |  |  |            |            |            |
|  | 3                | ニックス         |                  |            |   | 2              |                |                |  |  |            |            |            |
|  | 2                | セルティックス   | 1                |            |   |                |                |                |  |  |            |            |            |

前季はロチェスター・ロイヤルズの前に三連覇の夢を断たれ、そして今季は制限区域の拡大により大黒柱のジョージ・マイカンが得点アベレージを落とし、その時代に終焉を迎えたかに思われたミネアポリス・レイカーズ。しかしマイカンは制限区域拡大によりプレイを制限されるどころか、むしろオフェンスが自由になったと豪語した。そしてレイカーズはデビジョン決勝で宿敵ロイヤルズを破ると、2年連続でファイナルに進出したニューヨーク・ニックスを破り、1年ぶりに王座に返り咲いた。